# Modelki
Modelki (styl. MODELKI) – polski girls band założony w 2023, w którego skład wchodzą: Urszula Kowalska, Agnieszka Nowakowska i Zuzanna Fijak.

## Historia
Zespół powstał z inicjatywy Antony’ego Esci, Vłodarskiego i Urszuli Kowalskiej, zwyciężczyni programu Mali giganci. Celem projektu było stworzenie grupy rapowej składającej się z trzech wokalistek. Po kilku miesiącach do zespołu dołączyła Agnieszka Nowakowska, wokalistka i finalistka The Voice Kids, a w lutym 2023 skład uzupełniła Zuzanna Fijak, lekkoatletka, która amatorsko nagrywała rapowe utwory na YouTube i TikToka.
Wokalistki zadebiutowały singlem „Modelki”, który nie zyskał szczególnego uznania, podobnie jak ich kolejne piosenki. W 2023 wydały utwór „On Me”, który dotarł do 28. miejsca w streamingu, a za wysoką sprzedaż singla otrzymały w 2024 certyfikat platynowej płyty. W 2024 wydali singiel „Chyba że z Tobą”, z którym zajęły pierwsze miejsce na liście sprzedaży OLiS i 29. miejsce na liście AirPlay, a za jego wysoką sprzedaż uzyskały certyfikat podwójnie diamentowej płyty.

## Skład zespołu
| Obecny skład         | Obecny skład | Obecny skład |
| Członek              | Rola         | Aktywność    |
| -------------------- | ------------ | ------------ |
| Urszula Kowalska     | wokal, tekst | od 2023      |
| Agnieszka Nowakowska | wokal, tekst | od 2023      |
| Zuzanna Fijak        | wokal, tekst | od 2023      |

## Dyskografia

### Minialbumy
| Rok  | Dane dot. albumu | Najwyższa pozycja na liście |
| Rok  | Dane dot. albumu | POL                         |
| ---- | --- | --------------------------- |
| 2024 | Sukcesy i błędy - Data: 24 października 2024 - Wydawca: Island Records Polska - Format: CD, digital download, streaming | 9                           |

### Single
| Rok  | Tytuł                                | Najwyższe pozycje na listach | Najwyższe pozycje na listach | Najwyższe pozycje na listach | Certyfikat                  | Sprzedaż        | Album           |
| Rok  | Tytuł                                | Spotify                      | Streaming                    | AirPlay                      | Certyfikat                  | Sprzedaż        | Album           |
| Rok  | Tytuł                                | POL                          | POL                          | POL                          | Certyfikat                  | Sprzedaż        | Album           |
| ---- | ------------------------------------ | ---------------------------- | ---------------------------- | ---------------------------- | --------------------------- | --------------- | --------------- |
| 2023 | „Modelki”                            | –                            | –                            | –                            |                             |                 | –               |
| 2023 | „Billboard Drop” (gościnnie: Meggie) | –                            | –                            | –                            |                             |                 | –               |
| 2023 | „Industry Plant (skit)”              | –                            | –                            | –                            |                             |                 | –               |
| 2023 | „On Me”                              | 26                           | 28                           | –                            | - ZPAV: 2× platynowa płyta  | - POL: 100 000+ | –               |
| 2024 | „Chyba że z Tobą”                    | 1                            | 1                            | 29                           | - ZPAV: 2× diamentowa płyta | - POL: 500 000+ | Sukcesy i błędy |
| 2024 | „HIFI (7 bieg)”                      | 41                           | 36                           | –                            | - ZPAV: platynowa płyta     | - POL: 50 000+  | –               |
| 2024 | „Ile dać mam”                        | 30                           | 39                           | –                            | - ZPAV: platynowa płyta     | - POL: 50 000+  | –               |
| 2024 | „Materiał na żonę”                   | 134                          | 100                          | –                            |                             |                 | –               |
| 2024 | „Trochę za blisko”                   | 47                           | 38                           | –                            | - ZPAV: platynowa płyta     | - POL: 50 000+  | Sukcesy i błędy |
| 2025 | „Wayup”                              | 115                          | 57                           | –                            |                             |                 | –               |
| 2025 | „Dziewczyny nie płaczą”              | –                            | –                            | –                            |                             |                 | –               |
| 2025 | „Miss Dior”                          | 5                            | 2                            | 44                           | - ZPAV: platynowa płyta     | - POL: 125 000+ | –               |
| 2025 | „Czego chcesz?”                      | 60                           | 23                           | –                            |                             |                 | –               |
| 2025 | „A cappella” (oraz Smolasty)         | –                            | –                            | –                            |                             |                 | –               |

### Remiksy
| Rok  | Tytuł                                                |
| ---- | ---------------------------------------------------- |
| 2024 | „Chyba że z Tobą (Jax Jones Remix)” (oraz Jax Jones) |

### Single promocyjne
| Rok  | Tytuł                                                  | Najwyższe pozycje na listach |
| Rok  | Tytuł                                                  | POL                          |
| ---- | ------------------------------------------------------ | ---------------------------- |
| 2025 | „Santa Cruz” (Modelki, Qry, Wersow, Świeży, Mortalcio) | 1                            |

### Występy gościnne
| Rok  | Tytuł                               | Album         |
| ---- | ----------------------------------- | ------------- |
| 2025 | „J*b go!” (Tede, gościnnie Modelki) | Vox Veritatis |

### Teledyski
| Tytuł                                              | Rok  | Inni artyści                   | Reżyseria                                      | Produkcja                                      | Źr.    |
| -------------------------------------------------- | ---- | ------------------------------ | ---------------------------------------------- | ---------------------------------------------- | ------ |
| „Modelki”                                          | 2023 | –                              | MzQ Media                                      | MzQ Media                                      | [ 35 ] |
| „Billboard Drop”                                   | 2023 | Meggie                         | MzQ Media                                      | MzQ Media                                      | [ 36 ] |
| „Industry Plant (skit)”                            | 2023 | –                              | Maciej Urbańczyk                               | Maciej Urbańczyk                               | [ 37 ] |
| „On Me”                                            | 2023 | –                              | MzQ Media                                      | MzQ Media                                      | [ 38 ] |
| „Chyba że z Tobą”                                  | 2024 | –                              | MzQ Media                                      | MzQ Media                                      | [ 39 ] |
| „HIFI (7 Bieg)”                                    | 2024 | –                              | MzQ Media                                      | MzQ Media                                      | [ 40 ] |
| „Chyba że z Tobą (Jax Jones Remix)” – wizualizacja | 2024 | Jax Jones                      | –                                              | –                                              | [ 41 ] |
| „Ile dać mam”                                      | 2024 | –                              | Marcin Jach, Piotr Kosmalski                   | Marcin Jach, Piotr Kosmalski                   | [ 42 ] |
| „Materiał na żonę”                                 | 2024 | –                              | MzQ Media                                      | MzQ Media                                      | [ 43 ] |
| „Trochę za blisko”                                 | 2024 | –                              | Paradox Media                                  | Paradox Media                                  | [ 44 ] |
| „Sukcesy i błędy”                                  | 2024 | –                              | Paradox Media                                  | Paradox Media                                  | [ 45 ] |
| „Zdzieram głos”                                    | 2024 | –                              | Paradox Media                                  | Paradox Media                                  | [ 46 ] |
| „Wczoraj”                                          | 2024 | –                              | Paradox Media                                  | Paradox Media                                  | [ 47 ] |
| „Ćmy”                                              | 2024 | –                              | Paradox Media                                  | Paradox Media                                  | [ 48 ] |
| „After nie before (hymn afterów)”                  | 2024 | –                              | Paradox Media                                  | Paradox Media                                  | [ 49 ] |
| „Wayup”                                            | 2025 | –                              | Vłodarski, Michał Ciołkowski, Maciej Urbańczyk | Vłodarski, Michał Ciołkowski, Maciej Urbańczyk | [ 50 ] |
| „Dziewczyny nie płaczą”                            | 2025 | –                              | kawabandcrew                                   | kawabandcrew                                   | [ 51 ] |
| „Miss Dior”                                        | 2025 | –                              | MzQ Media                                      | MzQ Media                                      | [ 52 ] |
| „Santa Cruz”                                       | 2025 | Qry, Wersow, Świeży, Mortalcio | Direct by Ekipa                                | Direct by Ekipa                                | [ 53 ] |
| „Czego chcesz?”                                    | 2025 | –                              | MzQ Media                                      | MzQ Media                                      | [ 54 ] |
| „A cappella”                                       | 2025 | Smolasty                       | MzQ Media                                      | MzQ Media                                      | [ 55 ] |